# Le vite dei principali pittori e scultori spagnoli
Le vite dei principali pittori e scultori spagnoli è un libro scritto dal pittore spagnolo Antonio Palomino dedicato alle biografie dei principali artisti che operarono in Spagna durante cosiddetto "Siglo de Oro" (che abbraccia in realtà due secoli, il Cinquecento rinascimentale e il Seicento Barocco). Fu pubblicato per la prima volta nel 1724 e contiene resoconti dell'attività in Spagna anche di artisti italiani (Pietro Torrigiano, Tiziano, Sofonisba Anguissola, Federico Zuccari, Luca Giordano e molti altri), fiamminghi (Antonio Moro, Peter Paul Rubens) e di altra nazionalità. Rappresenta un primo tentativo di raccontare le vicende artistiche spagnole e raccoglie le prime biografie di importanti artisti mai pubblicate tra cui quella di Diego Velázquez.

## Le vite dei principali pittori e scultori spagnoli
Nota: il numero della pagina accanto al nome dell'artista rispecchia l'edizione inglese del 1739.
- Antonio del Rincon; p. 1
- Torrigiano Torrigiani; p. 2
- Julio e Alexandro (non identificati artisti italiani); p. 3
- Alonzo Berruguete; p. 3
- Antonio Flores e Pedro Campagna; p. 4
- Fernando Gallegos; p. 4
- Diego de Arroyo; p. 5
- Blas de Prado; p. 5
- Cristopher de Utrecht; p. 5
- Antonio Moro; p. 5
- Juan Bautista el Bergamasco (Giovan Battista Castello detto il Bergamasco); p. 6
- Cristopher Lopez; p. 6
- Gaspar Becerra; p. 6
- Maesse Pedro Campagna; p. 7
- Juan Fernández de Navarrete; p. 7
- Sofonisba Angusciola; p. 8
- Tiziano Vecellio Veneciano; p. 8
- Luqueto or Lucas Cangiafo; p. 8
- Nicolas Fator; p. 9
- The Divine Morales; p. 9
- Sofonisba Gentilesca (si tratta in realtà sempre di Sofonisba Anguissola); p. 9
- Luis de Vargas; p. 10
- Michael de Barroso; p. 10
- Alonso Sánchez Coello; p. 10
- Frate Domingo Beltran; p. 11
- Juan Bautista de Toledo; p. 11
- Theodosio Mingot; p. 11
- Luis de Carbajal; p. 12
- Juan de Arte Villafagne; p. 12
- Juanes, Pittore di Valencia (non identificato); p. 12
- Juan Labrador; p. 13
- Mateo Peres de Alesio; p. 14
- Christoph Zarignena; p. 14
- Fernando Yagnes (Fernando Yáñez de la Almedina); p. 14
- Diego Polo; p. 15
- I fratelli Perolas: Juan e Francisco Perolas; p. 15
- Federico Zucchero; p. 16
- Romulo Cincinnato; p. 16
- Pompeyo Leoni; p. 16
- Caesar Arbasia (Cesare Arbasia); p. 17
- Bartholome de Cardenas; p. 17
- Peregrin de Bolonia (Pellegrino Tibaldi, detto il Pellegrini); p. 18
- Paul de Cespedes; p. 18
- Bartholome Carducho (Bartolomeo Carducci); p. 19
- Juan Pantoja de la Cruz; p. 20
- Bartholome Gonzales; p. 20
- Juan de Juni e Gregorio Fernández; p. 21
- Francisco Galeas; p. 21
- Juan de la Miseria; p. 22
- Pablo de las Roelas; p. 22
- Juan de Soto; p. 24
- Juan de Chirinos; p. 24
- Luis Pascuel Gaudin; p. 24
- Philip de Liagno; p. 25
- Patricio Caxes; p. 25
- Antonio Mohedano; p. 25
- Dominico Greco (El Greco); p. 27
- Augustin de Castillo; p. 27
- Diego de Romulo; p. 28
- Sanchez Cottan (Juan Sánchez Cotán); p. 28
- Francisco Ribalta and his son; p. 28
- Adriano Donado; p. 29
- Pedro de las Cuevas; p. 30
- Juan de Pegnalosa; p. 30
- Vicencio Carducho (Vincenzo Carducci); p. 30
- Juan Luis Zambrano; p. 31
- Augustin Leonardo; p. 31
- Antonio Lanchares; p. 31
- Juan Antonio Ceroni; p. 32
- Peter Paul Rubens; p. 32
- Juan de Castillo; p. 33
- Juan Martinez Montagnes; p. 33
- Eugenio Caxes; p. 34
- Pedro Orrente; p. 34
- Francisco Fernandez; p. 35
- Geronimo Hernandez; p. 35
- Luis Tristán (Luis Tristán de Escamilla); p. 35
- Diego de Lucena; p. 36
- Alonso Vasquez; p. 36
- Juan Bautista Mayno; p. 37
- Antonio de Contreras; p. 37
- Luis Fernandez; p. 37
- Pedro Nunges; p. 38
- Francisco Pacheco; p. 38
- Diego Polo; p. 39
- Joseph Leonardo; p. 39
- Domingo de la Rioja, Manuel de Contreras e Juan de Vejarano; p. 39
- Joseph de Ribera (lo Spagnoletto); p. 40
- Gregorio Bausa; p. 40
- Felix Castello; p. 41
- Francisco de Herrera; p. 41
- Francisco Varela; p. 43
- Francesco Collantes; p. 43
- Pedro de Obregon; p. 44
- Francisco Gassen; p. 44
- Don Juan Galvan; p. 44
- Christopher Vela; p. 45
- Bartolome Roman; p. 45
- Micier Pablo; p. 46
- Anton de Horfelin; p. 46
- J. Vanderhamen (Juan van der Hamen); p. 47
- Angelo Nardi; p. 47
- Estevan Marc; p. 48
- Juan de la Corte; p. 48
- Don Juan Bautista Crescencio; p. 49
- Don Diego Velasquez da Silva; p. 49
- Francisco Lopez Caro; p. 56
- Francisco Zurbaran; p. 57
- Miguel e Geronimo Garcia; p. 58
- Juan de Toledo; p. 58
- Pedro Coquet; p. 59
- Pedro de Moya; p. 60
- Ignatio Raeth; p. 61
- Cristopher Garcia Salmeron; p. 61
- Joseph de Arfe; p. 62
- Pablo Pontos; p. 62
- Don Francisco Ximenez; p. 63
- Manuel Pereyra; p. 64
- Don Eugenio de las Cuevas; p. 64
- Don Francisco Caro; p. 65
- Sebastián Martínez; p. 65
- Antonio de Castillo y Saavedra; p. 66
- Alonzo de Messa; p. 69
- Pedro Valpuesta; p. 70
- Joseph de Sarabia; p. 70
- Adrián Rodríguez; p. 71
- Don Antonio Pereda; p. 71
- Juan de Pereja; p. 73
- Don Juan Bautista Martínez del Mazo; p. 75
- Juan Sanchez Barba; p. 77
- Juan de Arellano; p. 77
- Miguel Mark; p. 78
- Joseph de Ledesma; p. 79
- Benito Manuel de Aguero; p. 80
- Juan Antonio Escalante; p. 80
- Don Sebastian de Herrera Barnuevo; p. 81
- Bernabe Ximenez de Illescas; p. 83
- Francisco Camilo; p. 83
- Luis de Sotomayor; p. 85
- Juan Martinez de Cabezalero; p. 86
- Andres de Vargas; p. 86
- Ambrosio Martinez; p. 87
- Joseph Moreno; p. 87
- Phelipe Gil; p. 88
- Matheo Cerezo; p. 89
- Juan Ricci; p. 90
- Pedro Antonio; p. 91
- Don Joseph Antonilez; p. 91
- Don Antonio Bela; p. 92
- Franciscos Palacios; p. 93
- Cornelio Scut; p. 93
- Alonzo Cano (Alonso Cano); p. 94
- Don Antonio Garcia Reynoso; p. 97
- Michael Geronimo de Ciezar; p. 99
- Manuel de Molina; p. 100
- Geronimo de Bobadilla; p. 100
- Don Juan de Alfaro (Juan de Alfaro y Gamez); p. 101
- Enrique de la Marinas; p. 104
- Jacinto Geronimo de Espinosa; p. 105
- Juan de Guzman; p. 105
- Joseph Romani; p. 106
- Jusepe Martínez and his son; p. 108
- Juan Montero de Roxas; p. 109
- Don Francisco de Solis; p. 109
- Dionis Mantuano; p. 110
- Antonio de Arias Fernandez; p. 111
- Don Juan de Revenga; p. 112
- Don Francisco Rici; p. 112
- Alonzo del Barco; p. 113
- Ignacio de Iriarte; p. 114
- Don Francisco de Herrera; p. 115
- Don Juan Carregno (Juan Carreño de Miranda); p. 117
- Don Bartholome Murillo; p. 119
- Don Joseph Ramirez; p. 122
- Don Joseph Donoso; p. 122
- Manuel Gutierrez; p. 124
- Simón de León Leal; p. 124
- Lorenzo de Soto; p. 125
- Pedro Athanasio; p. 126
- Nicolas de Villacis; p. 127
- Antonio Castrejon; p. 127
- Sebastian Munoz; p. 128
- Juan de Valdes (Juan de Valdés Leal); p. 129
- Juan de Laredo; p. 130
- Bartolome Perez; p. 130
- Claudio Coello; p. 131
- Pedro de Mena; p. 132
- Juan Arman; p. 133
- Gabriel de la Corte; p. 133
- Juan de Sevilla; p. 134
- Joseph de Ciezar; p. 135
- Juan Cano de Arevalo; p. 135
- Diego Gonzales de la Vega; p. 136
- Juan Nino de Guevara; p. 136
- Alonso del Arco; p. 138
- Eugenio Gutierrez de Torices; p. 139
- Pedro Roldan; p. 139
- Pedro Nunez de Villavicencio; p. 198
- Francisco Ochoa y Antonilez (Francisco Antolínez); p. 199
- Alonso de los Rios; p. 142
- Francisco Guirro; p. 143
- Mateo Gilarte; p. 143
- Bartholome Vicente; p. 144
- Francisco de Vera Cabeza de Baca; p. 145
- Gregorio de Mesa; p. 146
- Miguel de Rubiales; p. 146
- Isidoro Arredondo; p. 147
- Mosen Vicente Bru; p. 148
- Vicente de Benavides; p. 148
- Luisa Roldan; p. 149
- Lucas Jordan (Luca Giordano); p. 150
- Francisco Ignacio Ruiz de la Iglesia; p. 156
- Joachin Juncola; p. 158
- Senen Vila; p. 159
- Juan Vanchesel (Jan van Kessel il Giovane); p. 161
- Francisco Perez Sierra; p. 162
- Pedro Ruiz Gonzales; p. 164
- Geronimo Secano; p. 165
- Lorenzo Montero; p. 166
- Mathias de Torres; p. 167
- Francesco Leonardoni; p. 169
- Juan Conchillos; p. 170
- Vicente Victoria; p. 172
- Gaspar de la Huerta; p. 173
- Joseph de Mora; p. 174